# A Cadeira de Van Gogh com Cachimbo
A Cadeira de Van Gogh com Cachimbo é uma obra de 1888 do pintor holandês Vincent Van Gogh.
A cadeira de Van Gogh foi pintada em contraponto à obra A cadeira de Gauguin. Por meio desta obra,o pintor tenta exprimir as diferenças de personalidade e sociais entre ele e Gauguin, que eram dois grandes amigos. Ao contrário da cadeira de Paul Gauguin, a de Van Gogh é uma cadeira simples, feita de madeira e palha, sem braços. No assento estão o cachimbo, companheiro inseparável do pintor, e o saquinho de tabaco. O revestimento do piso também é simples, com lajotas de tons terrosos, diferentemente do tapete que Gauguin utiliza no quadro dele. A ambientação da pintura é diurna, enquanto a de Gauguin, está pautada em luz à velas.

## A obra
Nessa obra de Van Gogh, o tema da pintura é justamente a cadeira. Ela está vazia, mas ocupa o lugar que uma pessoa ocuparia em um autorretrato, por exemplo, representando o usuário dela. O cachimbo e o material para fazê-lo representam, em uma metonímia, aquele que a usa - no caso, o próprio pintor. Naquele período, as cadeiras eram representativas das subjetividades das pessoas que as possuíam. O material, o estilo, o formato e até mesmo a cor dela permitiam que informações sobre o sujeito fossem identificadas. 

O fato de Gogh ter elaborado essa pintura depois de Gauguin evidencia a necessidade de separação entre eles. Cada uma das cadeiras representa a personalidade dos artistas que as fizeram, sendo que a simplicidade de Van Gogh aparece como incompatível ao refinamento de Gauguin.